# Templepatrick
Templepatrick är en ort i Storbritannien.   Den ligger i distriktet Antrim and Newtownabbey och riksdelen Nordirland, i den västra delen av landet, 500 km nordväst om huvudstaden London. Templepatrick ligger 145 meter över havet och antalet invånare är 1 627.
Terrängen runt Templepatrick är platt åt nordväst, men åt sydost är den kuperad. Runt Templepatrick är det ganska glesbefolkat, med 38 invånare per kvadratkilometer. Närmaste större samhälle är Belfast, 14,0 km sydost om Templepatrick. Trakten runt Templepatrick består i huvudsak av gräsmarker.